# Grand Prix Detroitu
Grand Prix Detroitu byla série závodů konaných v rámci Formule 1, které se jely v Detroitu v Michiganu. První závod se konal v sezóně 1982 a poslední v sezóně 1988. Závody se jely na okruhu Detroit street circuit.

## Oficiální názvy a sponzorství
- 1982–1987: Detroit Grand Prix (žádný oficiální sponzor)[1][2][3][4][5][6]
- 1988: EniChem Detroit Grand Prix[7]

## Vítězové Grand Prix Detroitu

### Opakovaná vítězství (jezdci)
| Počet vítězství | Jezdec       | Roky             |
| --------------- | ------------ | ---------------- |
| 3               | Ayrton Senna | 1986, 1987, 1988 |

### Opakovaná vítězství (týmy)
| Počet vítězství | Konstruktér | Roky       |
| --------------- | ----------- | ---------- |
| 2               | Lotus       | 1986, 1987 |
| 2               | McLaren     | 1982, 1988 |

### Opakovaná vítězství (dodavatelé motorů)
| Počet vítězství | Dodavatel | Roky             |
| --------------- | --------- | ---------------- |
| 3               | Honda     | 1985, 1987, 1988 |
| 2               | Ford*     | 1982, 1983       |

* Byl vyráběn Cosworth.

### Vítězové v jednotlivých letech
| Rok  | Jezdec           | Konstruktér    | Trať                   | Výsledky |
| ---- | ---------------- | -------------- | ---------------------- | -------- |
| 1988 | Ayrton Senna     | McLaren-Honda  | Detroit street circuit | Výsledky |
| 1987 | Ayrton Senna     | Lotus-Honda    | Detroit street circuit | Výsledky |
| 1986 | Ayrton Senna     | Lotus-Renault  | Detroit street circuit | Výsledky |
| 1985 | Keke Rosberg     | Williams-Honda | Detroit street circuit | Výsledky |
| 1984 | Nelson Piquet    | Brabham-BMW    | Detroit street circuit | Výsledky |
| 1983 | Michele Alboreto | Tyrrell-Ford   | Detroit street circuit | Výsledky |
| 1982 | John Watson      | McLaren-Ford   | Detroit street circuit | Výsledky |